# 圣拉娜-格拉蒙岛
圣拉娜-格拉蒙岛（法語：Île Saint-Lanne Gramont）是印度洋凱爾蓋朗群島中的一個細長無人島，行政上由法屬南方和南極領地管轄。圣拉娜-格拉蒙島總面積約45.8平方公里，最高海拔480米，最長的軸線長約13公里、寬3公里。
該島與鄰近的一些島嶼被國際鳥盟列為重点鸟区。